# LHTEC T800
Das LHTEC T800 (Light Helicopter Turbine Engine Company T800) ist ein Wellentriebwerk für den Einsatz in Hubschraubern im Leistungsbereich von 1.300 bis 1.800 WPS.

## Entwicklung
Die Firma LHTEC ist ein 1984 gebildetes Joint Venture aus den US-amerikanischen Unternehmen Garrett AiResearch und der Allison Engine Company (heute Honeywell International und Rolls-Royce) zur Entwicklung eines Triebwerkes für die Boeing-Sikorsky RAH-66 (Comanche-Hubschrauber). Beim T800 stammt der Hochdruckkern von Honeywell und der Niederdruckteil von Rolls-Royce. Das Triebwerk ist mit einem FADEC-System ausgestattet und kommt bei der AgustaWestland AW159, RAH-66 Comanche (T800-801) und AgustaWestland T-129 zum Einsatz. Die Variante CTS800-4 (oder auch T800-4) ist eine im September 2001 vorgestellte Variante mit gegenüber dem Basismodell erhöhter Leistung. Die Zulassung für dieses Triebwerk wurde im November 2003 erteilt. Mit ihm sollen der Westland Lynx, der Agusta A129, Japans ShinMaywa US-1A Kai, die Ayres LM200 Loadmaster und die Sikorsky X2 ausgerüstet werden.

## Technische Daten
Das Zweiwellen-Triebwerk besteht aus einem ringförmigen Lufteinlass mit integriertem aktiven Partikelabscheider, einem zweistufigen Radialverdichter (jeweils ein einteiliger Impeller aus einer Titanlegierung), einer Ringbrennkammer und jeweils einer zweistufigen Axialturbine für den Verdichter und die freilaufende Arbeitswelle. Die Arbeitswelle ist mit einem Untersetzungsgetriebe ausgerüstet.
| Triebwerk | Gewicht in kg | Luftdurchsatz in kg/s                         | Verdichtungsverhältnis | Startleistung (WPS)                           | Dauerleistung (WPS) | Höhe in mm | Breite in mm | Länge in mm |
| --------- | ------------- | --------------------------------------------- | ---------------------- | --------------------------------------------- | ------------------- | ---------- | ------------ | ----------- |
| T800-4N   | 185           | 10,0 kg/s bei einer Drehzahl von 44.850 min−1 | 14,6:1                 | 1.563 WPS bei einer Drehzahl von 23.000 min−1 |                     | 1.300      | 559          | 806         |